# 哥倫布鎮區 (伊利諾伊州亞當斯縣)
哥倫布鎮區（英語：Columbus Township）是位於美國伊利諾伊州亞當斯縣的一個行政鎮區。

## 地方資料
根據2010年美國人口普查的數據，哥倫布鎮區的面積為96.80平方千米，當中陸地面積為96.80平方千米，而水域面積為0.00平方千米。當地共有人口544人，而人口密度為每平方千米5人。